# ラファウ・ギキエヴィツ
ラファウ・ギキエヴィツ（1987年10月26日 - ）はポーランドのサッカー選手。ポジションはGK。ヴィジェフ・ウッチ所属。双子の弟のウカシュ・ギキエヴィツもサッカー選手である。

## 経歴
母国ポーランドのクラブを転々としたのち、2014年4月にアイントラハト・ブラウンシュヴァイクに2年契約で移籍した。2016年8月にはSCフライブルクに移籍するも、在籍2年間でわずか2試合の出場に終わった。
2018年6月、1.FCウニオン・ベルリンと2年契約を結んだ。同年、クラブの1部昇格に貢献し、2019-20シーズンは同クラブをブンデスリーガに残留させることに成功した。
2020年7月1日、アンドレアス・ルーテとのトレードでFCアウクスブルクに移籍した。
2023年7月22日、MKEアンカラギュジュに1年契約で移籍した。
2024年2月13日、ヴィジェフ・ウッチに移籍した。

### 代表歴
2019年以降、ポーランド代表に召集されているが、いまだに出場機会はない。